# Asociația de Actuariat din Moldova
Asociația de Actuariat din Moldova (AAM) este o asociație obștească neguvernamentală, apolitică, nonprofit, care reprezenta, în premieră, profesia de actuariat în Republica Moldova.
Asociația de Actuariat din Moldova a fost înregistrată legal la data de 29 ianuarie 2007, având ca președinte pe Oleg Verejan, doctor în economie.

## Scopul asociației
Asociația este creată în scopul recunoașterii, susținerii și promovării profesiei de actuar în Republica Moldova, afirmării și apărarea drepturilor tuturor actuarilor sau a persoanelor legate profesional, care își desfășoară activitatea în Republica Moldova. De asemenea, printre misiunile de bază se menționează și contribuirea la individualizarea și includerea acestei profesii în Nomenclatorul  specialităților, precum și dobîndirea și propagarea cunoștințelor în domeniul actuariatului.
Realizarea acestor obiective sunt posibile printr-o cooperare continuă cu Ministerele de ramură, autoritățile de supraveghere, societățile de asigurare, instituțiile financiar-bancare, fondurile de pensii, instituțiilor de învățămînt, prin organizarea și participarea la cursuri de perfecționare, seminare, conferințe în domeniul științei actuariale, participarea la întruniri, și discuții pe tematica legislației din domeniul asigurărilor sau a altor domenii tangente cu activitatea de actuariat, prin sprijinirea programului de învățământ superior de specialitate și a eforturilor de cercetare în domeniu.

## Membrii asociației
Membrii Asociației de Actuariat din Moldova sunt persoane respectate pe piața asigurărilor și în viața academică atit din Republica Moldova, cît și în străinătate, cu pregătire statistică, matematică și economică și care își desfășoară activitatea în societăți de asigurări de viață sau generale (nonviață) și în instituții universitare și academice.

## Specialitatea actuarului
Actuarul este o persoană calificată în evaluarea riscului prin metode statistice care, în domeniul asigurărilor, sunt folosite, în principal, pentru calcularea primelor, rezervelor tehnice și a anuităților. Dacă e să ținem cont de rolul actuarului și în alte domenii, atunci putem remarca că actuarul se ocupă de evaluarea consecințelor financiare ale unor evenimente incerte viitoare.

## Domenii de activitate ale actuarilor
Pe plan internațional, majoritatea actuarilor își desfășoară activitatea în domenii asociate cu activitatea de asigurări, cu toate acestea numărul celor angajați și în alte domenii continuă să crească. În acest context, este binecunoscut că actuarii sunt indispensabili asigurărilor generale si de viață, fondurilor de pensii, în curs de lansare în Republica Moldova, băncilor comerciale, fondurilor de investiții, firme de audit și consultanță etc. În cadrul instituțiilor de stat, actuarii participă la managementul programelor de asistență socială: pensii, medicină, etc. prin prisma estimării obligațiilor financiare.

## Situația actuală a actuariatului în Republica Moldova
La ora actuală, în Republica Moldova, profesia de actuar este foarte puțin popularizata, am putea spune ca chiar este necunoscută. Puține persoane, chiar și din domeniul asigurărilor cunosc semnificația lui. Ca consecință, se observă o adevărată criză de actuari specializați în domeniul asigurărilor și a fondurilor de pensii, în condițiile în care în învățămîntul universitar și postuniversitar, probabil din necunoșterea acestui domeniu, nu există o astfel de specializare.
Criza este din ce în ce mai mare, referindu-ne la faptul că, potrivit noii legi Cu privire la asigurări rolul și responsabilitățile actuarilor vor fi din ce in ce mai mari.

## Stipulări în noua lege cu privire la asigurări referitor la activitatea de actuariat
În conformitate cu prevederile Legii cu privire la asigurări (în redacție nouă) nr.407-XVI din 21 decembrie 2006 în care se remarcă o armonizare cu standardele internaționale și o consolidare a acestui sectorului asigurărilor,  companiile de asigurări vor fi obligate să beneficieze de serviciile actuarilor. 
Un prim pas înainte este că această lege reglementează, pentru prima dată, statutul actuarului în asigurări. Potrivit legii funcția de actuar este definita ca o funcție de conducere de specialitate. În calitate de actuar poate să activeze orice persoană fizică care este titular al unui de certificat de calificare eliberat de Autoritatea de supraveghere și care este responsabil de calcularea primelor de asigurare, rezervelor tehnice, dividendelor asiguraților, beneficiarilor serviciilor de asigurare, tabelelor de mortalitate, precum și estimarea concordanței dintre rezervele tehnice și activele aferente. De asemenea, noul act legislativ prevede că asigurătorul (reasigurătorul) nu poate fi înregistrat la Camera Înregistrării de Stat fără avizul prealabil al Autorității de supraveghere, care se emite în cazul îndeplinirii de către asigurător a unor cerințe, printre care și cele referitoare la atributele actuarului care va activa pentru societatea respectivă. Cerințele și atribuțiile actuarului sunt specificate atît în documentele cerute pentru licențierea unor genuri de activitate cît și într-un articol special dedicat atribuțiilor actuarului. Articolul prevede că activitatea de actuar se desfășoară în conformitate cu actele normative ale Republicii Moldova, precum și cu luarea în considerare a standardelor internaționale. Actuarul poartă răspundere pentru corectitudinea și exactitatea calculelor efectuate și că este obligat să comunice imediat Autorității de supraveghere faptele, stabilite de el, privind nerespectarea de către asigurător (reasigurător) a cerințelor ce țin de formarea rezervelor de asigurare. Concluziile actuarului privind rezervele tehnice sînt obligatorii și constituie o parte componentă a raportului financiar anual al asigurătorului.
Necesitatea creșterii numărului de actuari atestați derivă și din prevederele legale referitoare la fondurile nestatale de pensii, unde se stipulează că fondurile sînt obligate să prezinte un raport referitor la evaluarea actuarială a obligațiilor aferente contractelor active.

## Intențiile actuale ale asociației
Conform sondajelor, profesia de actuar este printre cele mai prestigioase profesii din lume. Astfel, printre obiectivele de bază ale asociației este și crearea unei profesii de interes pentru Republica Moldova, care să atingă nivelurile și standardele internaționale. După cum am menționat mai sus, vor putea active in calitate de actuar , persoanele care vor fi certificate de Autoritatea de supraveghere. Pentru a face ca aceasta profesie sa ajungă la același nivel pe care îl are in economiile dezvoltate, este necesar ca Autoritatea de supraveghere sa recurgă la practicile țărilor Europene în elaborarea unui șir de acte cu privire la actuariat, care au fost cîndva intr-o situație similară țării noastre. Astfel, consider că este foarte important ca împreună cu autoritatea de supraveghere să soluționăm un șir de probleme, neapărat necesare, care vor apărea la începuturile funcționării noii legi „Cu privire la asigurări”, și de care va depinde perspectiva activității de actuariat și, în general, de asigurări în Republica Moldova, și anume: în primul rînd, stabilirea unor condiții stringente privind licențierea persoanelor care vor activa în calitate de actuar, astfel încit actuarul să fie bine instruit, să dispună de suficiente cunoștințe și practică pentru luarea cu adevărat a unor decizii pertinente. În al doilea rînd, să se stabilească o strînsă dependență între actuari și auditori în asigurări, încît auditul în cadrul societăților de asigurări să nu fie posibil dacă în echipă nu există și un actuar licențiat, deoarece, se remarcă că auditorii din asigurări nu au cunoștințe destule pentru activitățile de actuariat. Pe de altă parte această situație poate fi considerată ca una normală, deoarece rolul auditorului în cadrul societăților de asigurări este altul decît verificarea situațiilor ce țin de domeniul actuariale. În al treilea rînd, să se elaboreze metodologii actuariale privind tarifarea riscului, calcularea rezervelor tehnice, în special a celor de daune, în baza principiilor actuariale, etc.
De asemenea, crearea unui centru de instruire, cerectare și dezvoltare în domeniul actuariatului, elaborarea unui cod de etică profesională bazat pe integritate și respect al legislației și stabilirea de contacte de colaborare cu afilierea la Asociația Internațională de Actuariat (IAA) și Group Consultatif Actuariel Europeen (GCAE) sunt misiunile principale de moment ale Asociației, realizarea cărora vor avea o contribuție semnificativă la dezvoltarea actuariatului în Republica Moldova.

## Extindere
Asociatia de Actuariat din Moldova este Membru Asociat al International Actuarial Association